# Scorpaena angolensis
Scorpaena angolensis és una espècie de peix pertanyent a la família dels escorpènids.

## Descripció
- Fa 25 cm de llargària màxima (normalment, en fa 10).[4][5]

## Hàbitat
És un peix marí, demersal i de clima tropical que viu entre 20 i 311 m de fondària.

## Distribució geogràfica
Es troba a l'Atlàntic oriental: des de Mauritània fins a Angola, incloent-hi el Cap Verd.

## Observacions
És inofensiu per als humans.